# Emenagogo
O termo emenagogo (do grego antigo  ἔμμηνος, émmenos: 'no mês, mensalmente', e ἐμμμμήνια, emménia: 'menstruação' +  ἀγωγός agogós 'que guia, conduz') designa  princípios ativos, fármacos ou fitoterápicos  que podem estimular o fluxo sanguíneo na área da pelve e do útero, estimulando, em alguns casos, a menstruação. Assim, podem ser usados na chamada terapia  emenagoga, nos casos de ausência do fluxo menstrual por razões distintas da gravidez.

## Fitoterapia
Exemplos de plantas de propriedades emenagogas:  Artemisia absinthium, Artemisia vulgaris, Petroselinum crispum, Angelica archangelica, noz moscada (Myristica fragrans), gengibre (Zingiber officinale), camomila (Matricaria chamomilla), calêndula e  junípero.